# Louis-Constantin Boisselot
Louis-Constantin Boisselot (11 de marzo de 1809 - 5 de junio de 1850 en Marsella) fue un fabricante de pianos francés, nacido en Montpellier. En noviembre de 1835 se casó con Fortunée Funaro, hija de un comerciante de Marsella. Tuvieron un hijo, Marie-Louis-François Boisselot (1845-1902), conocido simplemente como Franz, porque Franz Liszt fue su padrino (1811-1886), un viejo amigo de la familia. En 1844 la exhibición de París presentó un piano con un «pedal tonal» que precedió al «mecanismo sostenuto» que Steinway reintrodujo en 1874. El negocio continuó por sucesivas generaciones de su familia hasta finales del siglo XIX.
Las colecciones de la Fundación Clásica Weimar (Klassik Stiftung Weimar) incluyen el piano de cola del taller Boisselot & Fils (Marsella 1846), que fue entregado a Franz Liszt como regalo y sobre el que se crearon las composiciones de los años de Weimar. Liszt expresó su devoción a este instrumento en su carta a Xavier Boisselot en 1862: “Aunque las teclas están casi gastadas por las batallas libradas sobre ellas por la música del pasado, presente y futuro, nunca aceptaré cambiarla, y he decidido conservarla hasta el final de mis días, como colaborador privilegiado”.
Un fabricante de pianos, Paul McNulty, fue elegido por la Fundación Clásica Weimar para hacer una copia del piano personal de Liszt, Boisselot 1846. El piano fue fabricado por la 200 celebración de Liszt como un proyecto del gobierno de Alemania del Sur. Tanto el original como la copia son propiedad de Stiftung Weimar.